# I. A. (Abkürzung)
Die Abkürzung i. A. steht im Schriftverkehr für „im Auftrag“ und wird dem Namen des unterzeichnenden Bevollmächtigten oder Boten vorangestellt.

## Allgemeines
Der Schriftverkehr umfasst vor allem Briefe, Telefaxe oder E-Mails. Ist deren Absender ein Unternehmen oder eine Behörde der öffentlichen Verwaltung, so muss der Absender dem Empfänger auch einen Hinweis darauf geben, wer der Verfasser ist (Name) und welche Kompetenzen er besitzt. Dabei geht es insbesondere um die Vertretungsmacht des Verfassers im Außenverhältnis. Diese Vertretungsmacht verleiht dem Vertreter die Berechtigung zum Handeln nach außen. Die Vertretungsmacht wirkt unmittelbar für und gegen das vertretene Unternehmen oder die Behörde (§ 164 Abs. 1, 3 BGB).  

## Rechtsfragen
In juristischer Hinsicht ist die Abkürzung „i. A.“ nicht eindeutig. Sie kann im allgemeinen Sprachgebrauch einerseits darauf hindeuten, dass der Unterzeichner keine eigene Erklärung abgibt, sondern nur die eines Dritten übermittelt, also als Erklärungsbote handelt. Andererseits kann die Abkürzung auch bedeuten, dass der Unterzeichner als Stellvertreter eines Dritten auftritt und somit eine eigene Willenserklärung abgibt. Maßgeblich für die Abgrenzung sind die Gesamtumstände des jeweiligen Falles. Etwas anderes gilt bei Schriftsätzen von Anwälten: Hier bedeutet die Angabe „i. A.“, dass der unterzeichnende Anwalt nur als Bote handelt. So ist z. B. eine Rechtsmitteleinlegung durch einen Rechtsanwalt B für Rechtsanwalt A mit dem Zusatz „i. A.“ nicht wirksam.
Die Vertretungsmacht richtet sich danach, ob es sich um ein Privatunternehmen oder um die öffentliche Verwaltung handelt. 
- Die Vertretungsmacht für Privatunternehmen ist im Handelsgesetzbuch (HGB) geregelt. Im Hinblick auf den Zusatz „im Auftrag“ liegt beim Unterzeichnenden Handlungsvollmacht gemäß § 54 HGB vor. In § 57 HGB ist vorgeschrieben, dass der Handlungsbevollmächtigte mit einem das Vollmachtsverhältnis ausdrückenden Zusatz zu zeichnen hat. Diese Zusätze müssen auf Geschäftsbriefen oder sonstigen Dokumenten enthalten sein. Personen mit allgemeiner Handlungsvollmacht zeichnen „in Vollmacht“ („i. V.“), mit spezieller Artvollmacht „im Auftrag“ („i. A.“).[5] Ein Gesetzeskommentar zum HGB äußert sich wie folgt: „Als das Vollmachtsverhältnis ausdrückender Zusatz sind im Handelsverkehr folgende Formulierungen gebräuchlich: „in Vollmacht“ (i. V.)[6]; „in Vertretung“; „im Auftrag“ (i. A.)“.[7]
- Die Vertretung bei der öffentlichen Verwaltung (Behörden, Anstalten oder Körperschaften des öffentlichen Rechts) richtet sich nach dem Gesetz oder der Satzung. Handlungsfähigkeit erlangen Behörden gemäß § 12 Abs. 1 Nr. 4 VwVfG durch ihre Behördenleiter, deren Stellvertreter oder Beauftragte. Hiernach sind Behördenbriefe, Verwaltungsakte oder sonstige Urkunden der öffentlichen Verwaltung mit dem Zusatz „im Auftrag (i. A.)“ zu versehen. Dann liegt ein Auftragsverhältnis der Behördenbediensteten mit ihrem Behördenleiter in Form der Vollmachterteilung vor. Die behördeninterne Delegation geschieht dabei durch die Erteilung von Dauer- oder Einzelmandaten durch den Behördenleiter.[8] Während Dauermandate die Vollmacht für sich wiederholende Geschäftsvorfälle darstellen, beinhalten Einzelmandate die Übertragung eines bestimmten Vorgangs. Dauermandate sind mit der handelsrechtlichen allgemeinen Handlungsvollmacht, Einzelmandate mit der Spezialhandlungsvollmacht vergleichbar. Die allgemeinen Stellvertreter der Behördenleiter, wie etwa Dezernenten, unterzeichnen „in Vertretung (i. V.)“.

Auf diese Weise kann der Empfänger davon ausgehen, dass der mit „im Auftrag“ (i. A.) unterzeichnete Schriftverkehr rechtswirksame Inhalte besitzt und den Absender in rechtlich bindender Weise verpflichtet.

## Schreibregeln
Die Schreib- und Gestaltungsregeln der DIN 5008 äußern sich lediglich dazu, wie man Begriffe/Abkürzungen richtig schreibt, nicht wann man sie richtigerweise verwendet. 
Nach alter Rechtschreibung wurde „im allgemeinen“ durch „i. a.“ abgekürzt. Nach der neuen deutschen Rechtschreibung wird seit 1996 „im Allgemeinen“ groß geschrieben, wodurch sich somit die gleiche Abkürzung „i. A.“ wie für „im Auftrag“ ergäbe. Um Verwechslungen zu vermeiden, wird „im Allgemeinen“ laut Duden nun mit „i. Allg.“ abgekürzt.

## International
Im angelsächsischen Sprachraum gibt es auch die Zeichnung „im Auftrag“ (englisch on behalf of), ebenso im französischen (französisch pour ordre), spanischen (spanisch por orden) oder italienischen (italienisch nell'ordine). Die hierhinter stehenden Regelungen entsprechen weitgehend den deutschen.

## Ähnliche Abkürzungen
- i. V. = in Vollmacht  (Handlungsvollmacht)
- ppa. = lateinisch „per procura autoritate“ (Prokura)